# L'Ange aux ailes de plomb
L'Ange aux ailes de plomb (Angel!) est un roman policier de l’écrivain australien Carter Brown publié en 1962 en Australie et aux États-Unis.
C'est une des nombreuses aventures du lieutenant Al Wheeler, bras droit du shérif Lavers dans la ville californienne fictive de Pine City. Le héros est aussi le narrateur.

## Particularité de l'édition française
C'est le seul roman signé Carter Brown à être édité en français par les Publications ZED, en 1963. Tous les autres sont édités par les Éditions Gallimard, qui ne rééditeront celui-ci qu'en 1973, dans la Série noire. (Ce sera la trente-sixième aventure d'Al Wheeler dans cette collection.) La traduction, prétendument « de l'américain », est de Jean-René Major, qui n'est pas un des traducteurs habituels de la Série noire.

## Résumé
Le lieutenant Wheeler doit intervenir pour calmer des vétérans de la guerre de Corée, qui s'amusent à faire des acrobaties aériennes périlleuses pour les autochtones. Ces facéties prennent fin quand l'appareil explose en plein vol, piégé par une bombe à retardement. Mais le pilote tué n'est pas celui qui aurait dû tenir le manche à ce moment-là. L'assassin va-t-il faire une nouvelle tentative contre Kramer, propriétaire de l'avion, à qui un bouleversement du planning a sauvé la vie ? Les suspects semblent se réduire aux membres survivants du groupe de vétérans et aux deux femmes qui les accompagnent. L'une est l'épouse de Kramer, l'autre, dite L'Ange, est la mascotte du groupe. Mais il faut aussi s'intéresser au mécanicien qui entretient l'avion, et au chargé d'affaires de Kramer, le seul de ces messieurs à ne pas être un vétéran de Corée. Et à des histoires d'argent, voire de sexe, qui entachent ce monde si pur d'anciens héros du ciel. 

## Personnages
- Al Wheeler, lieutenant enquêteur au bureau du shérif de Pine City.
- Le shérif Lavers.
- Le sergent Polnik.
- Annabelle Jackson, secrétaire du shérif.
- Doc Murphy, médecin légiste.
- Mitch Kramer, pilote vétéran de la guerre de Corée.
- Stu Mac Gregor, pilote vétéran de la guerre de Corée.
- Sam Forde, pilote vétéran de la guerre de Corée.
- Red Hoffner, pilote vétéran de la guerre de Corée.
- Sally Kramer, épouse de Mitch.
- Amy Krater, dite L'Ange, mascotte du groupe.
- Phillip Irving, chargé d'affaires de Mitch Kramer.
- Cliff White, mécanicien.
- Johanna Jones, dite Johnny, secrétaire de Phillip Irving.
- Mac Donald, expert en explosifs de la police de Pine City.

## Édition
- Publications ZED,  coll. « Haute tension » no 11, 1963. Réédition : Série noire no 1557 (1973),  (ISBN 2070485579).